# Mar de Arafura

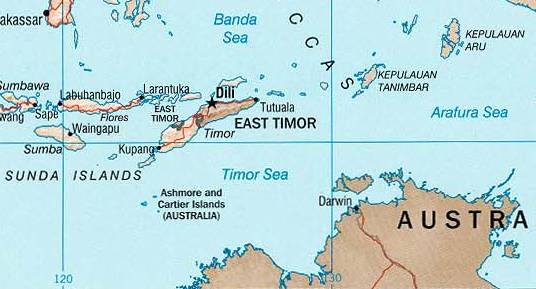

O mar de Arafura é uma parte do oceano Pacífico localizada a sul das ilhas Molucas e da Nova Guiné e a norte da Austrália. A oeste, encontra-se o mar de Timor, a sul, o golfo da Carpentária e, a leste, comunica com o mar de Coral através do estreito de Torres.
Este mar tem 1290 km de comprimento, 560 km de largura e uma profundidade média de 80 m, com a profundidade aumentando à medida que se viaja para o oeste. A fossa de Aru (com uma profundidade de 3 650 m) separa-o do mar de Banda.
O mar assenta sobre a plataforma de Arafura, constituída por crusta continental. Essa plataforma faz parte da Plataforma de Sahul.